# Ziczacella heptapotamica
Ziczacella heptapotamica är en insektsart som först beskrevs av Kusnezov 1928.  Ziczacella heptapotamica ingår i släktet Ziczacella och familjen dvärgstritar. Inga underarter finns listade i Catalogue of Life.